# گدسدن (آلاباما)
گدسدن (به انگلیسی: Gadsden) شهری در شهرستان اتوواه ایالت آلاباما است که مساحت آن ۹۹٫۱۸ کیلومتر مربع است و در سرشماری سال ۲۰۱۰ میلادی، ۳۶٬۸۵۶ نفر جمعیت داشته و تراکم جمعیتی آن، ۳۷۱٫۶۱ نفر در هر کیلومتر مربع بوده است.